# روفينوس
فلافيوس روفينوس هو سياسي روماني من القرن الرابع الميلادي، ولد في حوالي سنة 335 في بلاد الغال، خدم في الجيش الروماني وأصبح قائد الجيش الروماني في زمن الإمبراطور ثيودوسيوس الأول، بعد وفاته في سنة 395 أمنه على إبنه أركاديوس ليصبح القنصل في القسطنطينية، لكنه سرعان ما تم اغتياله بمؤامرة من أوتروبيوس خصي الإمبراطور بنفس السنة. شقيقة روفينوس هي القديسة سيلفيا القسطانية وهو أيضاً خال البابا غريغوري الأول من خلالها.